# シャーボ
シャーボ（SHARBO）は、ゼブラ株式会社の代表商品である筆記具である。
1977年にシャープペンシルとボールペンを1本にまとめた革新的な商品として開発され、「右に回すとシャープペンシル、左に回すとボールペン。1本で2本分」「シャーボと呼んでください」のキャッチコピーが人気を集め、フェルトペン「ハイマッキー」と並ぶゼブラの人気商品として人気を集めた。
1本1本職人の手で作り上げたこともあり当初は高価格帯しかなかったが、平成に入って金属パーツや彫刻を極力無くした「シャーボライト」「SKシャーボ」が登場。低価格化を実現し、シャーボが手軽に使える時代に突入していく。
21世紀になるとシャーボと同じ回転式の多機能ペンが各社から発売されるようになる。
2000年代前半はカジュアルから高級志向に至るまでの充実したラインナップをそろえていたが、シャーボの名を冠さない同社の各種多機能ペンが登場してからは次第にラインアップの整理が行われ、2021年10月時点は「シャーボ Nu」と下記に記す「シャーボX」各種のみが製造されている。
軸の部分を回すことでシャープペンシル・ボールペンの切り替えを行うものが基本的だが、表示を上に合わせてノックすると切り替えできる振り子式のもかつてあった。

## シャーボX
2006年に、ボディとシャープペンシル部とボールペン(入力ペン)部をそれぞれ好みのもので組み合わせられるシャーボXが登場した。当時のキャッチコピーは「かけ算すると、何かが生まれる。」
登場時はスタンダードモデルのST3、ヘアラインモデルのAL5（既に廃番）、革調仕上げのSC5があった。その後プレミアムTS10などが追加されている。
ボディの中には、シャープペンシル部1本とボールペン部2本の計3本（上位モデルのシャーボXプレミアムでは3本の計4本）が入るようになっている。従来品同様に、回転させることでそれぞれに切り替えることができる。
滑らかな回転・筆記中のガタつき低減など使い心地にもこだわった。
価格は、ペン部分の付属しない筐体のみで3000円からと、高級志向である。
2017年にはシャーボの初代モデルをモチーフにした「GS40th」が数量限定で発売。価格は歴代最高の20000円となっていた。
2018年はより初代モデルのイメージに近づけた「TF12」が数量限定で発売。